# レックス (客船)
レックス（SS Rex）は、1931年に進水した、イタリア船籍のオーシャン・ライナーである。1933年~1935年まで西回り航路のブルーリボン賞を保持していた。レックスの所属する「イタリアン・ライン」は、イタリアのNGI社とLS社が合併してできた新会社であった。

## 歴史
ドイツの海運企業「北ドイツ・ロイド・ライン」（略称NDL)は、客船ブレーメンとオイローパによってブルーリボン賞を獲得し宣伝や営業面で成功を収めた。これに倣い、イタリアでは政府が海運二社統合を進めイタリアン・ラインとして発足、それぞれが計画していた豪華で魅力的な客船2隻の建造に追加援助を決定する。この客船が、レックスとコンテ・ディ・サヴォイアである。

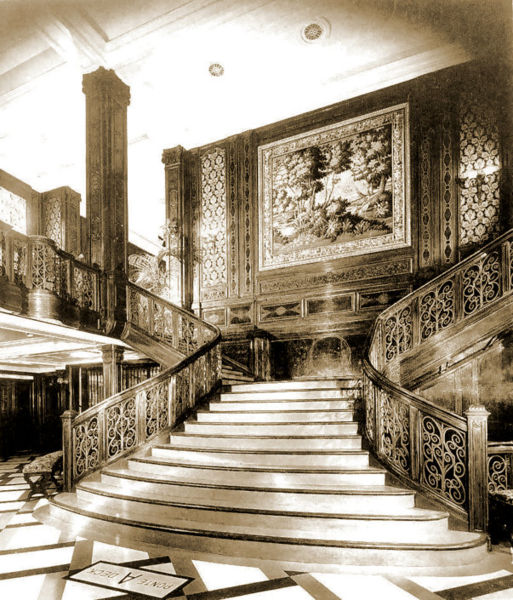
1等船客の大階段

地中海を航行する2隻は"海上の避寒地"と呼ばれていた。『リヴィエラは貴方の傍に』と宣伝され、屋外スイミングプールや、行灯、パラソルも設置し、デッキには砂を敷きつめ、船上はまるで砂浜のような雰囲気となっていた。提供されるイタリア料理や開放的な雰囲気のサービスで人気を博した。機関、船体設計ではドイツから技術援助を仰ぎ、内装、キャビン・インテリアはイタリア独自のクラシックなスタイルにアール・デコを取り入れ、長い船体と2本の低い煙突、レックスの場合はオリンピックやアキタニアといった昔ながらの突き出た船尾（カウンター・スタン）が特徴的であった。（コンテ・ディ・サヴォイアの船尾はクルーザー・スタン）
元が別会社そろぞれで計画し起工した2隻だったため、外観は似ていたが全くの別船で同型船ではなかったが、目的は同じにし完成した当時は世界最大・最速だった。1931年8月にヴィットーリオ・エマヌエーレ3世とエレナ王妃による洗礼を受け、その後処女航海に就いたが機関トラブルが発生した。
この処女航海でレックスは1932年9月にジェノヴァを出港する。ベニート・ムッソリーニ参加セレモニーが催され、乗客のほとんどは国際的な有名人ばかりであった。しかしレックスがジブラルタル沖にさしかかった時、機関に機械的なトラブルが発生し、修理に3日を費やした。このため、寄港地で半分以上の乗客が途中下船し、さらに到着後の折り返し便では再度故障し、大掛かりな修理を行うために、ニューヨークへ引き返さなければならなくなった。
1933年8月、レックスは4日13時間、平均速力28.92ノットを記録し、イタリアの国威発揚で長年の課題だったブルーリボン賞の西回り航路で獲得した。 この記録は1935年、客船ノルマンディーが破るまで続いた。
1938年5月、レックスはアメリカ陸軍航空隊のB-17爆撃機と共に航行するデモンストレーションを行い、航空機から投下された通信筒を船上で受け取る実験に成功した。これはアメリカ陸軍航空隊の宣伝で非常に効果のあったイベントであった。
第二次世界大戦の勃発に伴い、レックスとコンテ・ディ・サヴォイアは地中海に移され、徴用はされずに民間船として使用され続けた。運行地域が地中海だったことも幸いし、北ヨーロッパで起こっていた混乱の影響を受けることはなかった。戦況が北大西洋に及びこの地中海運航も1940年の春に終了する。レックスはイタリア国内で係留しのちトリエステ港に移動した。イタリアの降伏後、ナチス・ドイツ軍掌握下にあったレックスをトリエステ港封鎖に船体自沈の逆利用を恐れ、1944年9月8日、コペル沖でイギリス空軍機によって123発のロケット弾を打ち込まれ、左舷に転覆し浅瀬に沈没した。戦後残骸の一部は海底に放置された。